# Славе Банар
Славе Банар (на македонска литературна норма: Славе Банар) е поет и разказвач от Северна Македония.

## Биография
Роден е в 1954 година в село Лешани, Охридско, тогава във Федеративна Югославия. Завършва Филологическия факултет на Скопския университет. Магистър по македонска книжовност и доктор от областта на книжовността от Университета в Любляна. Работи като библиотекар и директор на Градската библиотека „Григор Пърличев“ в Охрид. Преподава в Държавния университет в Тетово македонска народна книжовност, теория на книжовността, македонска книжовност в XIX век и съвременна македонска книжовност. Член е на Дружеството на писателите на Македония от 1989 година.